# Roekiah
Roekiah (ortografia aperfeiçoada: Rukiah; Bandungue, 31 de dezembro de 1917 — Jacarta, 2 de setembro de 1945), frequentemente referida como Miss Roekiah, foi uma cantora e actriz de cinema kroncong indonésia. Filha de dois artistas de palco, ela começou a sua carreira aos sete anos; em 1932 ela já se tinha tornado conhecida em Batavia, Índias Orientais Holandesas (hoje Jacarta, Indonésia), como cantora e actriz de palco. Nessa época, ela conheceu Kartolo, com quem se casou em 1934. Os dois actuaram no filme de sucesso de 1937, Terang Boelan, no qual Roekiah e Rd Mochtar interpretaram jovens amantes.
Após o sucesso comercial do filme, Roekiah, Kartolo e a maior parte das pessoas que trabalharam no e pelo filme Terang Boelan assinaram com a Tan's Film, aparecendo pela primeira vez pela empresa na sua produção de 1938, Fatima. Eles actuaram juntos em mais dois filmes antes de Mochtar deixar a empresa em 1940; através desses filmes, Roekiah e Mochtar tornaram-se no primeiro casal da colónia no grande ecrã. O substituto de Mochtar, Rd Djoemala, actuou com Roekiah em quatro filmes, embora estes tivessem menos sucesso. Depois de os japoneses invadirem as Índias em 1942, Roekiah teve apenas mais um papel no cinema antes da sua morte; a maior parte do tempo foi dedicada para entreter as forças japonesas.
Durante a sua vida, Roekiah foi um ícone da moda e da beleza, aparecendo em anúncios e sendo comparada com Dorothy Lamour e Janet Gaynor. Embora a maioria dos filmes em que ela apareceu estejam perdidos, ela continuou a ser citada como uma pioneira do cinema, e um artigo de 1969 afirmava que "no seu tempo [Roekiah] atingiu um nível de popularidade que, pode-se dizer, não voltou a ser atingido desde então". Dos seus cinco filhos com Kartolo, um - Rachmat Kartolo - entrou para o mundo onde os seus pais trabalharam.

## Biografia

### Infância e juventude
Roekiah nasceu em Bandungue, Java Ocidental, Índias Orientais Holandesas, em 1917, filha de Mohammad Ali e Ningsih, actores da trupe Opera Poesi Indra Bangsawan; Ali era originalmente de Bilitom, enquanto Ningsih era descendente de sundaneses e era de Cianjur. Embora Roekiah tenha aprendido a actuar principalmente com os seus pais, ela também estudou a arte com outros membros da trupe. O trio estava constantemente a viajar, deixando Roekiah sem tempo para obter uma educação formal. Em meados da década de 1920, eles passaram a estar com outra trupe, a Opera Rochani. 
Roekiah insistiu em tornar-se actriz apesar da oposição da sua família, e pediu permissão à mãe para se apresentar no palco. Ningsih concordou, porém com uma condição: Roekiah só poderia actuar uma vez. Quando Roekiah, de sete anos, subiu ao palco pela primeira vez, Mohammad Ali - que desconhecia o acordo entre a sua esposa e a filha - correu para o palco e insistiu para que Roekiah parasse de cantar. Depois disso, ela recusou-se a comer até que os seus pais finalmente cedessem. Depois deste evento Roekiah actuou regularmente com a trupe.
Em 1932, ano em que ingressou na Palestina Opera em Batávia (moderna Jacarta), Roekiah tornou-se numa conhecida actriz de palco e cantora de música kroncong (música tradicional com influências portuguesas). Ela era admirada não apenas pela sua voz mas também pela sua beleza. Enquanto estava na Palestina, ela conheceu Kartolo, um actor, pianista e compositor da trupe; eles casaram-se mais tarde naquele mesmo ano. O casal rapidamente deixou a Palestina, tendo um hiato de um mês antes de se juntar ao grupo Faroka numa digressão em Singapura. Eles voltaram para as Índias em 1936.

### Carreira cinematográfica

#### Parceria com Rd Mochtar

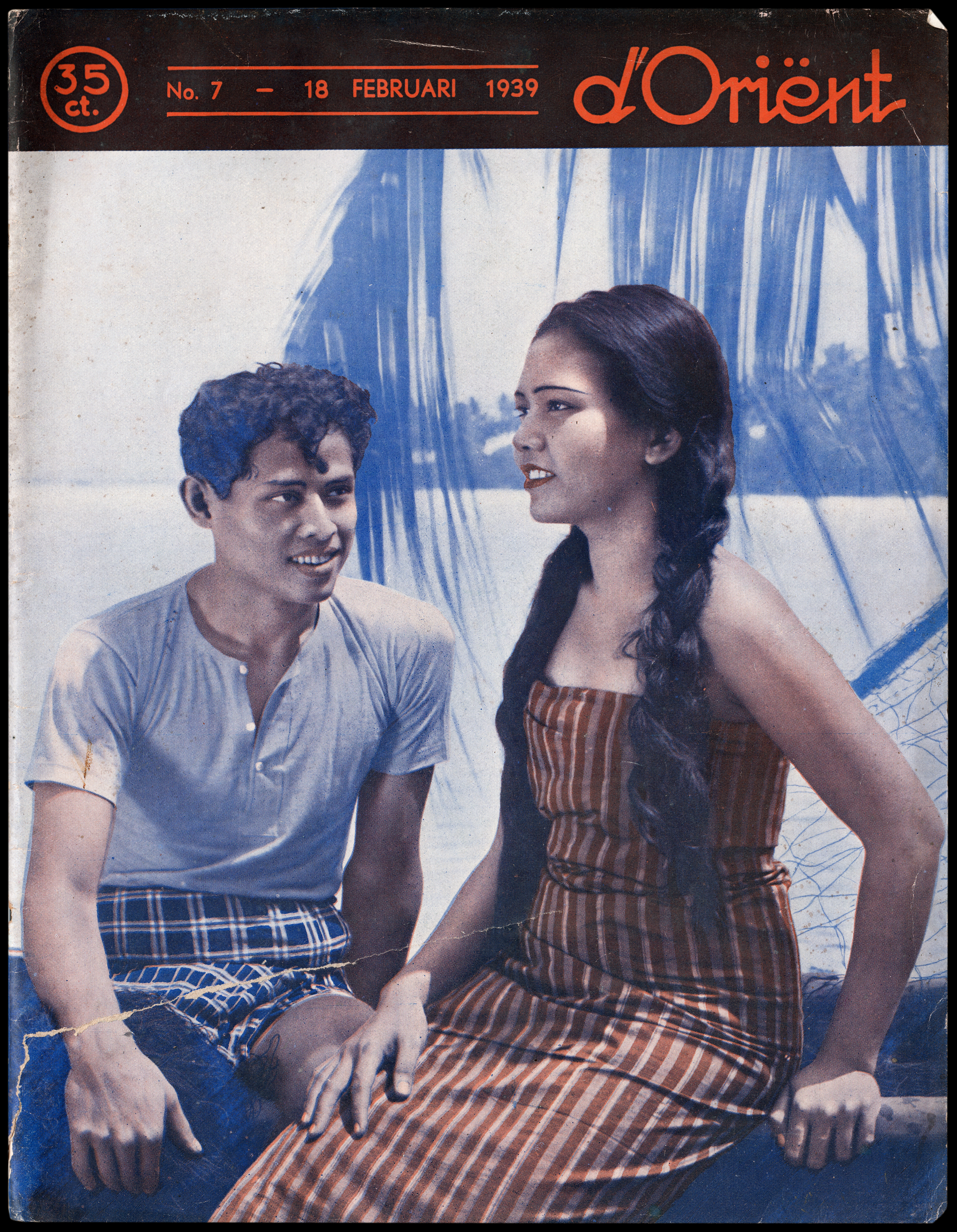
Roekiah com o seu colega Rd Mochtar, na capa da d'Orient

Em 1937, Roekiah fez a sua primeira aparição no cinema como a protagonista de Terang Boelan (Lua Cheia), de Albert Balink. Ela e a sua co-estrela Rd Mochtar interpretaram dois amantes que fugiram para que a personagem de Roekiah não precisasse de se casar com um contrabandista de ópio; Kartolo também teve um pequeno papel. O filme foi um sucesso comercial, arrecadando mais de 200 mil dólares da Colónia do Estreito durante o seu lançamento internacional; o historiador do cinema indonésio Misbach Yusa Biran creditou Roekiah como a "dinamite" que provocou essa recepção positiva. 
Apesar do sucesso de Terang Boelan, a sua produtora Algemeen Nederlandsch Indisch Filmsyndicaat interrompeu todo o trabalho em filmes de ficção. Agora sem emprego e deprimida pela morte da sua mãe, de acordo com o jornalista W. Imong, Roekiah "ficou em silêncio, constantemente meditando como se estivesse mentalmente perturbada". Para distrair a sua esposa, Kartolo reuniu os outros membros do elenco de Terang Boelan e estabeleceu a trupe Terang Boelan, que viajou para Singapura com aclamação popular; isso tirou Roekiah da sua melancolia. Depois de a trupe voltar às Índias, a maioria do elenco mudou-se para a Tan's Film, incluindo Roekiah e Kartolo; os dois também apresentaram-se com o grupo kroncong Lief Java.
Com a Tan's o elenco de Terang Boelan apareceu no sucesso de 1938, Fatima, estrelado por Roekiah e Rd Mochtar. O filme, no qual Roekiah desempenhou o papel principal - uma jovem que tem que se defender dos avanços de um líder de gangue enquanto se apaixona por um pescador (Rd Mochtar) - seguiu de perto a fórmula estabelecida por Terang Boelan. A actuação de Roekiah recebeu muitos elogios. Um crítico do Het Nieuws van den dag voor Nederlandsch-Indië, de Batávia, escreveu que a "sóbria personificação da injustiça no casamento adat malaio de Roekiah cativa até mesmo o espectador europeu", enquanto outro, no Bataviaasch Nieuwsblad, sublinhou que o desempenho de Roekiah foi apreciado por todos.
Fatima foi um grande sucesso comercial, arrecadando 200 mil gulden com base num orçamento de apenas 7 mil gulden. Após o sucesso do filme, a Tan's continuou a trabalhar com a dupla Roekiah e Rd Mochtar. Eles tornaram-se o primeiro casal de celebridades da colónia no grande ecrã e foram apelidados como Charles Farrell e Janet Gaynor das Índias. A popularidade de Roekiah e Rd Mochtar como um casal dos ecrãs levou outros estúdios a seguirem com os seus próprios pares românticos. A Java Industrial Film de Teng Chun, por exemplo, juntou Mohamad Mochtar e Hadidjah em Alang-Alang (Gramínea Rubra, 1939).
Para manter a sua nova estrela, a Tan's Film gastou uma grande quantia de dinheiro. Roekiah e Kartolo receberam uma comissão mensal de permanência de 150 e 50 gulden, respectivamente, o dobro do que tinham recebido de Terang Boelan. Eles também receberam uma casa em Tanah Rendah, Batávia. Roekiah e Kartolo, por sua vez, continuaram a representar a empresa; Kartolo costumava ter pequenos papéis cómicos, e Roekiah cantava canções que o seu marido havia escrito. Em 1939, eles apareceram juntos, novamente com Rd Mochtar como o contraponto romântico de Roekiah, no Gagak Item, uma história influenciada pela personagem fictícia Zorro. Embora não tenha tido tanto sucesso quanto os trabalhos anteriores de Roekiah, o filme ainda foi lucrativo. Um crítico do Bataviaasch Nieuwsblad elogiou a actuação "recatada" de Roekiah.
O último filme de Roekiah com Rd Mochtar, Siti Akbari, foi lançado em 1940. Possivelmente inspirado por um poema homónimo de Lie Kim Hok, o filme apresentava Roekiah no papel principal, retratando uma esposa em sofrimento que permanece fiel ao marido apesar da sua infidelidade. O filme foi bem recebido, facturando 1 000 gulden na sua primeira noite em Surabaya, mas acabou por se revelar incapaz de retornar lucros semelhantes aos de Terang Boelan ou Fatima.

#### Parceria com Djoemala

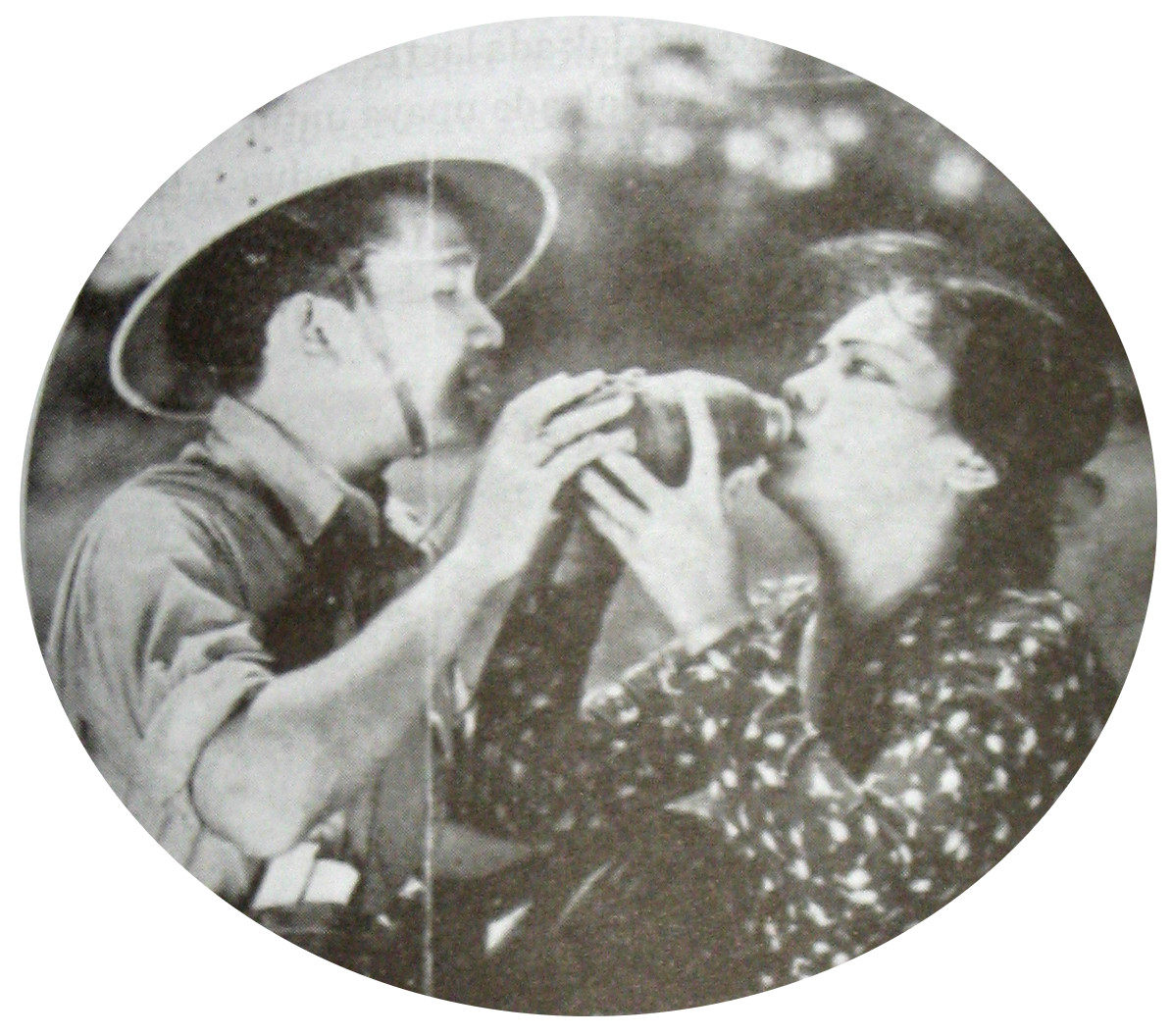
Depois de Mochtar deixar a Tan's Film, Roekiah fez dupla com Djoemala

A meio a uma disputa salarial, Rd Mochtar trocou a Tan's pela concorrente Populair Films em 1940. Consequentemente, a empresa começou a procurar um novo parceiro de ecrã para Roekiah. Kartolo pediu a um conhecido, um alfaiate e empresário chamado Ismail Djoemala para assumir o papel; embora Djoemala nunca tivesse actuado antes, ele havia cantado com o grupo Malay Pemoeda em 1929. Depois de Kartolo lhe ter pedido seis vezes para representar a Tan's, Djoemala finalmente concordou. A empresa encontrou no alto e bonito Djoemala um substituto adequado e contratou-o, dando-lhe o nome artístico de Rd Djoemala.
Roekiah e Djoemala fizeram o seu primeiro filme juntos, Sorga Ka Toedjoe (Sétimo Céu), ainda naquele ano. No filme, Roekiah interpreta uma jovem que, com a ajuda do seu amante, consegue reunir a sua tia cega (Annie Landouw) com o seu ex-marido (Kartolo). Este filme foi um sucesso comercial, e as críticas foram positivas. Uma delas, do Soerabaijasch Handelsblad, disse que Djoemala era tão bom quanto, senão melhor, do que Rd Mochtar. Outra crítica, do Singapore Free Press, escreveu que "Roekiah preenche o papel da heroína da maneira mais louvável". Em abril do ano seguinte, a Tan's lançou Roekihati, estrelado por Roekiah como uma jovem que vai para a cidade ganhar dinheiro para a sua família doente, que depois acaba por se casar. O seu desempenho recebeu elogios do Bataviaasch Nieuwsblad, que escreveu que ela teve um bom desempenho num papel difícil.
Mais tarde, em 1941, Roekiah e Djoemala estrelaram em Poesaka Terpendam (Tesouro Enterrado), um filme cheio de acção que seguiu dois grupos - os herdeiros legítimos (Roekiah sendo um deles) e um bando de criminosos - numa corrida para encontrar um tesouro enterrado em Banten. Roekiah e Djoemala trabalharam juntos no seu último filme, Koeda Sembrani (O Cavalo Encantado), no início de 1942. No filme, adaptado de Mil e Uma Noites, Roekiah fez o papel da Princesa Shams-al-Nahar e foi mostrada a voar num cavalo. O filme ainda estava incompleto quando a ocupação japonesa das Índias Orientais Holandesas começou, em março de 1942, tendo sido exibido em outubro de 1943.
Ao todo, Roekiah e Djoemala actuaram em quatro filmes em dois anos. Biran argumenta que isso é evidência de que a empresa "desperdiçou o seu tesouro", já que os seus concorrentes usavam as suas estrelas com mais frequência; a Java Industrial Film, por exemplo, concluiu seis filmes estrelados por Moh. Mochtar apenas em 1941. Embora os filmes de Roekiah continuassem a ser um sucesso financeiro, eles não tiveram um lucro tão grande em comparação com os seus trabalhos anteriores.

### Ocupação japonesa e morte
A produção de filmes nas Índias diminuiu depois de se iniciar a ocupação japonesa, no início de 1942; à excepção de um único estúdio, os ocupantes forçaram todos a encerrar. Nos seus lugares, os japoneses abriram o seu próprio estúdio nas Índias, o Nippon Eigasha, um meio para produzir propaganda para o esforço de guerra. Kartolo actuou na única longa-metragem do estúdio, Berdjoang (Esperança do Sul), sem Roekiah em 1943. Após um hiato de vários anos, Roekiah também actuou no estúdio, tendo um papel na curta de propaganda japonesa Ke Seberang (Para o Outro Lado) em 1944. No entanto, muito do seu tempo foi gasto em digressões em Java com uma companhia teatral, entretendo as tropas japonesas.
Roekiah adoeceu em fevereiro de 1945, não muito depois de terminar Ke Seberang. Apesar disso, e de um aborto espontâneo, ela não conseguiu descansar; as forças japonesas insistiram que ela e Kartolo fizessem uma excursão a Surabaia, em Java Oriental. Após o seu retorno a Jacarta a sua condição piorou. Depois de vários meses de tratamento, ela morreu no dia 2 de setembro de 1945, poucas semanas depois de a Indonésia proclamar a sua independência. A data em que ela morreu foi também o dia da rendição do Japão, que encerrou formalmente a Segunda Guerra Mundial e a ocupação. Roekiah foi enterrada em Kober Hulu, Jatinegara, Jacarta. O seu funeral contou com a presença do então Ministro da Educação Ki Hajar Dewantara.

## Família

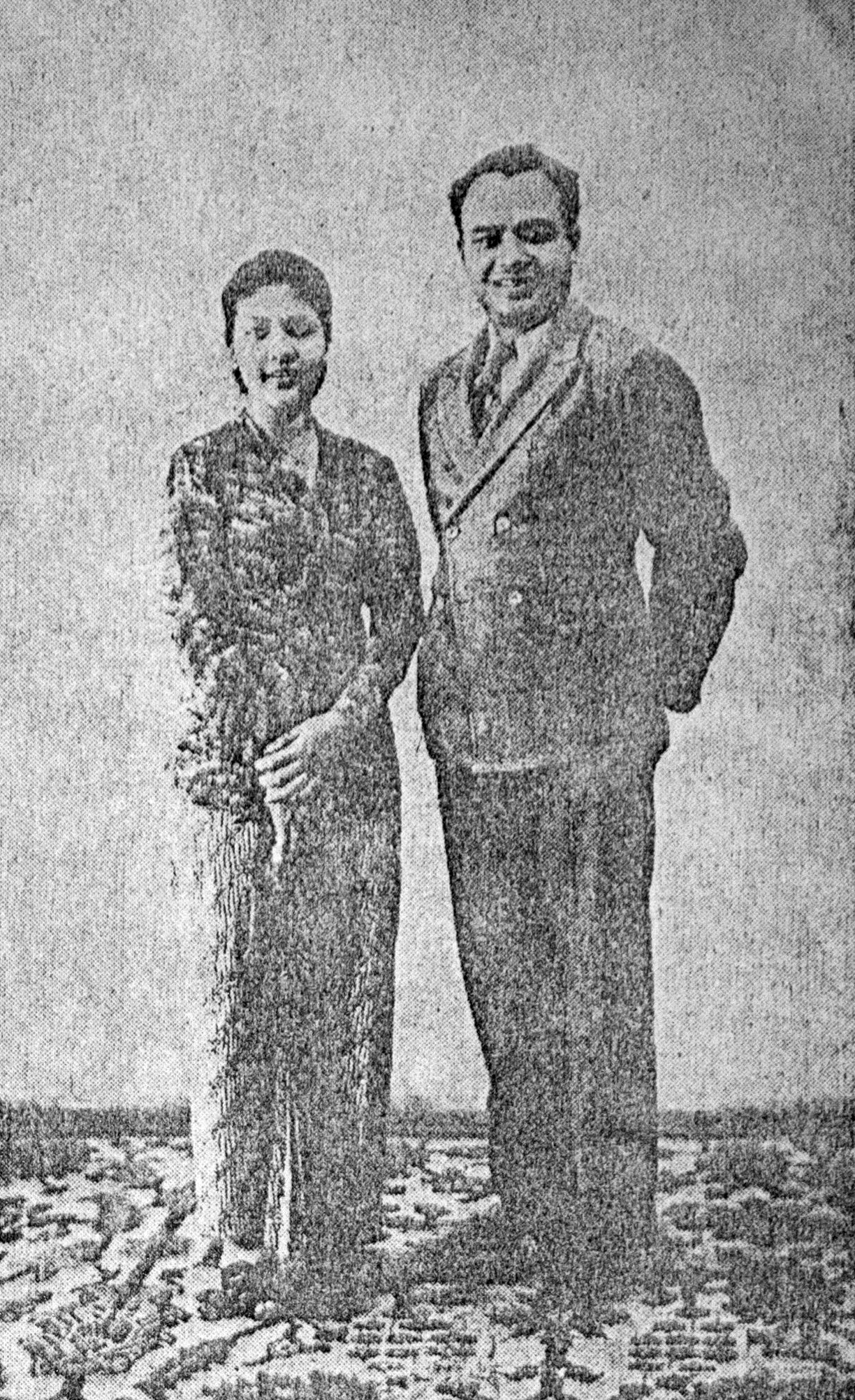
Roekiah com o seu marido Kartolo

Roekiah disse que sentia que Kartolo combinava bem com ela, afirmando que o casamento trouxe "grande fortuna". Os dois tiveram cinco filhos. Após a morte de Roekiah, Kartolo levou as crianças para a sua cidade natal em Joguejacarta. Para sustentar a família ele conseguiu um emprego na Rádio Republik Indonésia, começando em 1946. Lá ele passou a maior parte da Revolução Nacional da Indonésia, um conflito armado e luta diplomática entre a recém-proclamada Indonésia e o Império Holandês, no qual o país recém-proclamado tentava receber o reconhecimento internacional da sua independência. Depois de os militares holandeses terem lançado a Operação Kraai em 19 de dezembro de 1948, capturando Yogyakarta, Kartolo recusou-se a colaborar com o retorno das forças coloniais. Sem uma fonte de rendimento, ele adoeceu e morreu em 18 de janeiro de 1949.
Um dos filhos do casal morreu em Joguejacarta, aos dez anos. As crianças restantes foram levadas para Jacarta após o fim da Revolução Nacional Indonésia em 1950, onde foram criadas por Adikarso, amigo próximo de Kartolo. Um deles, Rachmat Kartolo, tornou-se cantor e actor activo durante os anos 1970, conhecido por canções como "Patah Hati" ("Coração Partido") e filmes como Matjan Kemajoran (Tigre de Kemayoran; 1965) e Bernafas dalam Lumpur (Na Lama; 1970). Dois outros filhos, Jusuf e Imam, tocaram numa banda como o seu irmão antes de se dedicarem a outras carreiras. A filha do casal, Sri Wahjuni, não entrou na indústria do entretenimento.

## Legado
A imprensa via Roekiah com carinho, e os seus novos lançamentos sempre receberam críticas positivas. No auge da popularidade de Roekiah, os fãs basearam as suas decisões em termos de moda no que Roekiah usava no grande ecrã. Roekiah aparecia regularmente em anúncios, e vários registos com as suas performances vocais estavam disponíveis no mercado. Um fã, numa entrevista de 1996, lembrou que Roekiah era "o ídolo de todo homem",  enquanto outros baptizaram Roekiah como a Dorothy Lamour da Indonésia. Outro fã, relembrando uma performance que testemunhou mais de cinquenta anos antes, afirmou:

Roekiah deixava sempre as suas audiências agarradas à cadeira quando ela começava a cantar as suas canções kroncong. Ela era sempre aplaudida, antes ou depois de cantar. Não apenas pelos nativos indonésio, mas também pelos muitos holandeses que diligentemente seguiam as suas performances!
Após a morte de Roekiah, a indústria cinematográfica indonésia procurou alguém para tomar o seu lugar. O estudioso do cinema Ekky Imanjaya observa um caso em que um filme foi anunciado com a frase "Roekiah? Não! Mas Sofia num novo filme indonésio, Air Mata Mengalir di Tjitarum". Os filmes de Roekiah foram exibidos regularmente, contudo a maioria encontra-se até agora perdida. Os filmes na época eram rodados em película de nitrato inflamável e, depois de um incêndio ter destruído grande parte do armazém da Produksi Film Negara em 1952, os filmes antigos rodados em película de nitrato ficaram destruídos. Das obras de Roekiah, o Katalog Film Indonesia de JB Kristanto regista apenas o filme Koeda Sembrani como estando armazenado no arquivo de filmes da Indonésia, o Sinematek Indonesia.
Escritos sobre Roekiah após a sua morte muitas vezes a citam como um ídolo da indústria cinematográfica da Indonésia. Imanjaya descreve-a como um dos primeiros ícones de beleza da indústria; ele também credita-a, juntamente com Rd Mocthar, pela introdução do conceito de estrelas financiáveis ao cinema doméstico. A revista Moderna, em 1969, escreveu que "no seu tempo [Roekiah] atingiu um nível de popularidade que, pode-se dizer, não voltou a ser atingido desde então". Em 1977 a revista Keluarga classificou-a como uma das "estrelas pioneiras do cinema" da Indonésia, escrevendo que ela possuía "um talento natural, uma combinação da sua personalidade e ternura e a beleza do seu rosto, sempre cheio de romance”.